# Домбрувка Польська (річка)
Домбрувка Польська (пол. Dąbrówka Polska) — гірська річка в Польщі, у Малопольському воєводстві на Лемківщині. Права притока Дунайця, (басейн Балтійського моря).

## Опис
Довжина річки приблизно 7,95 км, найкоротша відстань між витоком і гирлом — 5,97  км, коефіцієнт звивистості річки — 1,34 . Формується багатьма безіменними струмками та частково каналізована.

## Розташування
Бере початок на південно-західній околиці туристичного міста Новий Сонч у мікрорайоні Поремба Мала на висоті приблизно 480 м над рівнем моря. Спочатку тече на північний схід, потім на північний захід через мікрорайон Домбрувку Польську і на висоті 281,8 м над рівнем моря впадає у річку Дунаєць, праву притоку Вісли.